# Callejones
Callejones fue un cuarteto de pop rock y rock and roll surgido en Madrid (España) en 1988. Sus componentes principales fueron Jesús García (voz y guitarra rítmica), Rafael Prado (alias «Barry Mármol», guitarra solista y coros), J. J. Tejedor (batería) y Aurelio García (bajo eléctrico y coros). Su carrera continuó hasta 1995.

## Callejones(1990)
En 1990 grabaron su primer disco, Callejones. Con mejores ideas que producción, consiguió un sonido digno. Logró que la prensa de prestigio los definiera como sucesores de Burning o Mermelada y les atribuyera el carácter necesario para hacer buen rock and roll. La portada de este disco fue una excelente obra del artista catalán de cómic Jordi Bernet, que logró captar a la perfección el ambiente urbano del grupo. La producción corrió a cargo de Carlos Torero (Radio Futura, Mercedes Ferrer).
A finales de ese año J. J. Tejedor, primer batería de la formación, abandonó el proyecto. Lo sustituyó Juan Javier Martínez (Ejecutores, Hache) en enero de 1991. Durante todo ese año y compaginándolo con el trabajo en directo, esta formación arregló, ensayó y grabó su siguiente álbum.

## Al pie del cañón(1992)
Este disco fue producido por el guitarrista inglés Ollie Halsall (Radio Futura, Kevin Ayers).  Con diez canciones precisas y grabado sin grandes aspavientos comerciales resultó un gran elepé de rock urbano con buenas letras y melodías, que consiguió contundencia y credibilidad en el sonido. A la grabación del disco siguió una gira promocional de conciertos y apariciones varias en la televisión pública y la privada, en España.

## Cambios en la formación (1994)
En 1994 Juanjavier Martínez abandonó la formación. Callejones continuó como trío durante ese año y el siguiente. Debido a una enfermedad grave del cantante la banda dejó de actuar en directo en 1995. Nunca han vuelto a grabar.

## Reaparición en el festival Bustamemphis (2008)
Trece años después reaparecieron en el festival anual de blues, rhythm and blues y rock and roll Bustamemphis en el concierto celebrado en la Sala Caracol de Madrid. Desde entonces han participado en todas las ediciones de ese festival.

## Discografía
- Álbum Callejones (1990).
- Álbum Al pie del cañón (1992).
- Sencillo Al Pie del Cañón / Corazón de medianoche (1992).

Toda la discografía está editada por Discos Fonomusic.